# Cribrodontium
Cribrodontium là một chi rêu trong họ Entodontaceae.